# Juan Cañete
Juan León Cañete (né le 27 juillet 1929 au Paraguay) était un joueur de football paraguayen.

## Biographie
Cañete commence sa carrière dans le club paraguayen du Club Presidente Hayes avant de partir jouer au Brésil dans le club du Botafogo de Futebol e Regatas puis du CR Vasco da Gama, avec lequel il remporte deux Campeonato Carioca.
Au niveau national, Cañete prend part avec l'équipe du Paraguay à la coupe du monde 1950 au Brésil, ainsi qu'à la Copa América 1955, 1956 et 1959.